# 阿拉班
阿拉班是土耳其的城鎮，位於該國南部，由加濟安泰普省負責管轄，面積568平方公里，海拔高度610米，該鎮在十六世紀由奧托曼帝國統治，2008年人口9,651。